# In the Blink of an Eye
"In the Blink of an Eye" é uma canção gravada pela banda MercyMe.
É o terceiro single do terceiro álbum de estúdio lançado a 20 de abril de 2004, Undone.

## Desempenho nas paradas musicais
| Parada musical (2005)            | Posição |
| -------------------------------- | ------- |
| Estados Unidos - Christian Songs | 1       |